# Plateros timidus
Plateros timidus är en skalbaggsart som först beskrevs av Leconte 1847.  Plateros timidus ingår i släktet Plateros och familjen rödvingebaggar. Inga underarter finns listade i Catalogue of Life.